# Cheilosia tsherepanovi
Cheilosia tsherepanovi är en tvåvingeart som beskrevs av Barkalov 1988. Cheilosia tsherepanovi ingår i släktet örtblomflugor, och familjen blomflugor. Inga underarter finns listade i Catalogue of Life.